# Tverska oblast
Tverska oblast (rusko Тверска́я о́бласть) je oblast v Rusiji v Osrednjem federalnem okrožju. Na severu meji z Novgorodsko oblastjo, na severovzhodu z Vologdsko oblastjo, na vzhodu z Jaroslaveljsko oblastjo, na jugu z Moskovsko oblastjo, na zahodu s Smolensko oblastjo in na severozahodu s Pskovsko oblastjo. Ustanovljena je bila 29. januarja 1935. Zgodovinsko se je imenovala Tverska zemlja, Tverski kraj, v carski Rusiji je bila Tverska gubernija. Do leta 1990 se je imenovala Kalininska oblast.